# Sullivan Ridge
Il Sullivan Ridge è una massiccia dorsale montuosa antartica, lunga 28 km, caratterizzata da un versante orientale ripido, irregolare e che si affaccia sul Ghiacciaio Ramsey; il versante occidentale invece ha una debole pendenza, è coperto di ghiaccio e si affaccia sul Ghiacciaio Muck. La dorsale si estende per lo più in direzione nord a partire dalle Husky Heights e termina alla confluenza tra il Ghiacciaio Muck e il Ghiacciaio Ramsey, nei Monti della Regina Maud, in Antartide.
La dorsale è stata scoperta e fotografata nel corso dell'Operazione Highjump del 1946-47. 
La denominazione è stata assegnata dall'Advisory Committee on Antarctic Names (US-ACAN) in onore del giornalista Walter S. Sullivan del New York Times, che aveva scritto numerosi articoli sull'esplorazione e la ricerca in Antartide.